# Ramulus jinnanense
Ramulus jinnanense är en insektsart som först beskrevs av Chen, S.C. 1992.  Ramulus jinnanense ingår i släktet Ramulus och familjen Phasmatidae. Inga underarter finns listade i Catalogue of Life.